# Promethium(III)oxide
Promethium(III)oxide is het oxide van promethium en heeft als brutoformule Pm2O3. De stof komt voor als wit-geel kristallijn poeder. Het is de meest voorkomende verbinding van dit zeldzame en radioactieve element.

## Kristalstructuur
Promethium(III)oxide komt voor in 3 kristallijne vormen:
| Kristalstelsel | Pearsonsymbool | Ruimtegroep | Nr. | Eenheidscel- parameters (nm)     | Aantal formule-eenheden per eenheidscel | Dichtheid (g/cm3) |
| -------------- | -------------- | ----------- | --- | -------------------------------- | --------------------------------------- | ----------------- |
| Kubisch        | cI80           | Ia3         | 206 | a = b = c = 1,099                | 16                                      | 6,85              |
| Monoklien      | mS30           | C2/m        | 12  | a = 1,422 b = 0,365 c = 0,891    | 6                                       | 7,48              |
| Hexagonaal     | hP5            | P3m1        | 164 | a = 0,3802 b = 0,3802 c = 0,5954 | 1                                       | 7,62              |

De kubische vorm komt voor bij lage temperaturen en kan door verhitting tot 750–800°C worden omgezet in de monokliene. Deze kristallografische transitie kan enkel omgekeerd worden wanneer het oxide wordt gesmolten. Monoklien promethium(III)oxide gaat bij 1740°C over in de hexagonale structuur. Deze kristalstructuur is vergelijkbaar met die van lanthaan(III)oxide.
Formeel is promethium(III)oxide een sesquioxide.